# Krai de Kamchatka
El krai de Kamchatka (en ruso: Камчатский край, AFI: [kɐmˈtɕatskʲɪj kraj]) es uno de los nueve krais que, junto con los cuarenta y siete óblast, veintidós repúblicas, cuatro distritos autónomos y tres ciudades federales, conforman los ochenta y cinco sujetos federales de Rusia. Su capital es Petropávlovsk-Kamchatski. Está ubicado en el extremo este del país, en el distrito de Extremo Oriente, limitando al norte con Chukotka, al este con el mar de Bering y océano Pacífico, al sur con las islas Kuriles (Sajalín) y al oeste con el mar de Ojotsk y Magadan.
Un krai fundado el 1 de julio de 2007 como resultado de la fusión del óblast de Kamchatka y el distrito autónomo de Koriakia, después de un referendo que tuvo lugar el 23 de octubre de 2005. Su centro administrativo es la ciudad de Petropávlovsk-Kamchatski. El distrito autónomo de Koriakia pasó a denominarse Ókrug de Koriakia.
El krai formado por esta nueva unión constituye la península de Kamchatka junto con la isla Karáguinski al noreste, que forman parte del distrito federal del Lejano Oriente.

## Toponimia
El término ruso Krai se traduce indistintamente como «región», «territorio» o «provincia», si bien el uso de «territorio» es el más extendido (siendo óblast el utilizado para «región»/«provincia»). Kamchatka por su parte debe su nombre a la península homónima.
El nombre de la península tiene origen ainu, Kamčatka, que formaría Kam «Estirar», čat «Explotar», ka «Lugar», pudiendo traducirlo como Lugar que se estira y explota, una referencia a su posición septentrional en el cinturón de fuego del Pacífico, donde son habituales los volcanes.

## Símbolos
El 17 de febrero de 2010, por decisión de la sesión de la Asamblea Legislativa del Krai de Kamchatka, se adoptaron las Leyes del Krai de Kamchatka sobre el escudo de armas, la bandera y el himno de Kamchatka.

### Escudo
El blasón que forma el escudo oficial de Kamchatka se describe de la siguiente forma:

El escudo de armas del Territorio de Kamchatka es un escudo heráldico cuadrangular con esquinas inferiores redondeadas, apuntadas en la punta. En el campo plateado del escudo en el centro, tres volcanes de diferentes tamaños están representados en negro con picos plateados, con llamas escarlatas que salen de cada pico, rodeados de humo plateado. Detrás de los volcanes, en la parte superior del escudo, el sol naciente está representado en escarlata sobre plata. Alrededor del sol hay un ornamento nacional que consiste en triángulos escarlata y azul delineados con bordes plateados. Los triángulos escarlata se encuentran en el interior del adorno y miran hacia afuera. Los triángulos azules están en el exterior del adorno y miran hacia adentro. El tercio inferior del escudo es de color azul, separado de la imagen de los volcanes por una ola plateada.

### Bandera

Bandera del óblast de Kamchatka, utilizada hasta 2010 como bandera del Krai.

La bandera del Territorio de Kamchatka es una tela rectangular de dos franjas horizontales: la superior es blanca, la inferior es azul con la imagen de las figuras del escudo de armas del Territorio de Kamchatka, ubicado en el cantón o cuarto [esquina superior izquierda]: tres volcanes de diferentes tamaños en negro con picos bañados en plata, con llamas escarlatas que salen de cada pico, rodeadas de humo plateado. Detrás de los volcanes, el sol naciente está representado en escarlata sobre plata. Alrededor del sol hay un ornamento nacional que consiste en triángulos escarlata y azul delineados con bordes plateados. Los triángulos escarlata se encuentran en el interior del adorno y miran hacia afuera. Los triángulos azules están en el exterior del adorno y miran hacia adentro.
La relación entre la anchura de la bandera del Territorio de Kamchatka y su longitud es de 2:3. La relación de las franjas horizontales en ancho es de 2:1. La relación entre el área del cantón o cuarto y el área superior de la bandera, que es de es de 1:4. La relación entre la altura de las figuras del escudo de armas del Territorio de Kamchatka y la anchura de la bandera del Territorio de Kamchatka es de 1:6.

### Himno
El himno entró en vigor en la ampliación de la ley de símbolos de Kamchatka del 5 de marzo de 2010, presentándose un himno con letra escrita por Boris Dubrovin y música de Evgeny Morozov. La ley sobre la adopción del himno entró en vigor el 1 de julio de 2010, en el tercer aniversario de la formación del territorio.

## Historia
Antes de la llegada del Imperio ruso, Kamchatka estaba habitada por pueblos chukoto-kamchatka, compuestos entre otros por los chucotos, coriacos e itelmenos. También existía una pequeña presencia al sur de la península de ainus septentrionales provenientes de las Kuriles.

### Exploración rusa
Ya en el siglo XVII, el explorador ruso Iván Moskvitin llegó por primera vez al mar de Ojotsk, si bien su falta de equipamiento y conocimientos le impidieron explorar mucho más la zona costera, por lo que no se sabe con seguridad si supo en ese momento de la existencia de las penínsulas y archipiélagos que formaban ese mar o sólo conoció el litoral alrededor de la desembocadura del río Ulya.
Entre 1639 y 1651, los rusos erigieron el fuerte de Anádyr en algún punto a lo largo del recorrido del río Anádyr, al norte de Kamchatka, desde donde pudieron explorar lo que se acabaría convirtiendo en el Lejano Oriente ruso. En 1651, ya con el conocimiento de los hasta ese momento belicosos coriacos, el explorador Mijaíl Stadujin comenzó una exploración de la zon que duró 6 años, si bien sus pobres informes no explican muy bien lo que descubrió en el tiempo que tardó en recorrer desde la bahía del Pénzhina hasta Ojotsk.
En 1667 se recibió el primer informe del interior de la península de Kamchatka en el que se aseguraba que un río la atravesaba de norte a sur. Posiblemente una constatación de la desembocadura del río Kamchatka desde la costa, pero este transcurre de sur a norte en una pequeña zona del sur peninsular.
Para 1700, el cosaco de Siberia Vladímir Atlásov alcanzó Kamchatka con intención de establecer grupos de colonos rusos. Allí, descubrió que ya había habido un intento de crear un asentamiento dirigido por un tal «Fedótov», que la historiografía rusa siempre a achacado a Fedot Popov, que posiblemente dirigiría un grupo de colonos rusos establecidos en el Nikul (afluente del Kamchatka) donde llegarían a vivir unos años antes de que miembros de los pobladores locales los matasen y persiguiesen, haciendo huir a los supervivientes a Ojotsk.
En 1711, Pedro I de Rusia envío constructores de buques a Ojotsk para comenzar a crear tanto una Armada, como una marina mercante y flotas de exploración en el Lejano Oriente. En 1725, comenzó la primera expedición a Kamchatka ordenada en diciembre de 1724 por Pedro I. Esta expedición exploró las costas de Kamchatka y certificó que Asia y América no estaban conectadas por vía terrestre. En 1733, comenzó la pegunda expedición a Kamchatka (también llamada «Gran Expedición del Norte»), ordenada por Ana de Rusia, para continuar constatando el avance litoral hacia América desde la Gobernación de Siberia. Si bien estas exploraciones tenían otros fines, la necesidad de ir asegurando hitos en el camino y el mejor conocimiento de las costas, ayudaron enormemente al establecimiento de población y control sobre los territorios de Kamchatka.
En 1755, Stepán Krashenínnikov realizó el primer mapa detallado de la península de Kamchatka. Para final de siglo, ya existían pequeñas poblaciones y el gobierno imperial ruso encargó a la recién establecida Compañía ruso-americana el desarrollo de este territorio.
Para 1812, con la ciudad de Petropávlovsk de Kamchatka ya fundada, se calculaba la población en la península en algo más de 5000 personas, habiendo disminuido la población indígena a apenas 3200 individuos mientras que la población rusoparlante (rusos, ucranianos, bielorrusos, alemanes del báltico...) suponía ya unas 2500 personas.
En 1854, en el marco de la guerra de Crimea en Europa, destacamentos de las flotas francesa y británica atacaron Kamchatka y sitiaron Petropávlovsk, ciudad que resistió el asedio con apenas un millar de defensores y un puñado de cañones.
En 1867, la venta de Alaska a Estados Unidos supuso un duro golpe para Petropávlovsk, que dejó de ser un punto de paso importante para las rutas habituales de la compañía ruso-americana. En 1875, el Imperio ruso firma el Tratado de San Petersburgo con el Imperio del Japón, por el que renuncia a las islas Kuriles septentrionales a cambio del control total de Sajalín, donde había llevado un ambicioso plan de colonización que había relegado el resto de la zona norte del extremo oriente ruso, entre ellos, Kamchatka, cuya población rusa estaba estancada en los 2500 individuos mientras que la población indígena había vuelto a aumentar hasta las 5000 personas. A lo largo del siglo XIX, el territorio de Kamchatka fue mucho más atractivo para la exploración científica que para los planes políticos del gobierno imperial ruso.
En 1920, el líder bolchevique Vladímir Lenin ofreció a Estados Unidos la cesión de la península durante 60 años. No fue aceptado.
Durante la Guerra del Pacífico, Kamchatka fue utilizada como lanzadera de unidades participantes en la Operación Tormenta de Agosto lanzada por la URSS tras romper el Pacto de Neutralidad que firmó con Japón en 1941. Tras el fin de la Segunda Guerra Mundial, las autoridades soviéticas declararon Kamchatka como una «zona militar».
Durante las década de 1950 y 1960 se llevaron a cabo trabajos de repoblación de ciertas zonas de Kamchatka como Kliuchí, aunque toda la península actuó igualmente como ciudad cerrada hasta prácticamente la disolución de la Unión Soviética.

## Geografía

### Clima
Kamchatka posee un clima de tundra cuya vegetación es de bajo crecimiento, caracterizado por un suelo helado permanente (permafrost), muy influenciado por los fuertes vientos del norte de Siberia y por las corrientes marinas del océano Pacífico. El clima es muy riguroso, los veranos son cortos y suaves y los inviernos son muy fríos y se prolongan por más de siete meses (de octubre a abril), con temperaturas que oscilan entre los -11 °C y -25 °C, siendo enero el mes más frío, con una media de -18 °C. El verano, que dura en promedio 64 días, es en ocasiones frío, con una temperatura media de 12 °C, siendo julio el mes más caluroso, con una media de 16 °C.

## Demografía
| Gráfica de evolución de Krai de Kamchatka entre 1860 y 2019 |
|                                                             |

Nacimientos (enero-noviembre de 2008): 3 673 (11.55%)
Fallecimientos (enero-noviembre de 2008): 3 554 (11.17%)

### Estadísticas vitales de 2007
Fuentes:
Nacimientos: 4322 (11.32%, 11.36% para las zonas urbanas y 11.20% para las zonas rurales).
Fallecimientos: 3.563 (11,13%, 10.49% para las zonas urbanas y 13,63% para las zonas rurales).
Natural Tasa de crecimiento: 0,02% anual (0,09% para las zonas urbanas y -0,24% para las zonas rurales).
Después de casi dos décadas, Kamchatka registró un crecimiento natural de la población neta en lugar de descenso en 2007. Sin embargo en la primera mitad de 2008, la tendencia se invirtió y se observó de nuevo descenso de la población, en parte debido a una mayor tasa de mortalidad entre la población rural.
Estadísticas vitales de 2015
Nacimientos: 4.258 (13,0%)
Muertes: 3.691 (11,5%)
Tasa global de fecundidad:
| - 2009: 1,58% - 2010: 1,51% | - 2011: 1,61% - 2012: 1,70% |

### Composición étnica
| Composición étnica (2010)                                                                                     |
| --- |
| |
| Rusos - 85.9% Ucranianos - 3.9% Koriakos - 2.3% Itelmens - 0.8% Tártaros - 0.8% Bielorrusos - 0.7% Otros - 5% |

- 28.084 personas estaban registradas en bases de datos administrativas, y no podían declarar un origen étnico. Se estima que la proporción de grupos étnicos en este grupo es la misma que la del grupo declarado.

### Religión
Según una encuesta oficial de 2012 es del 31.2% de la población de Kamchatka se adhiere a la Iglesia ortodoxa rusa, el 4% son genéricos no afiliados cristianos, el 1% se adhiere a otras iglesias ortodoxas. El 2.4% de la población se adhiere al neopaganismo eslavo o al chamanismo. Además, el 22.8% de la población considera a sí misma como EPNR, el 21% es ateo y el 14.8% sigue otras religiones o no dio una respuesta a la encuesta.